# Flugplatz Kassel-Waldau

i7
i11
i13

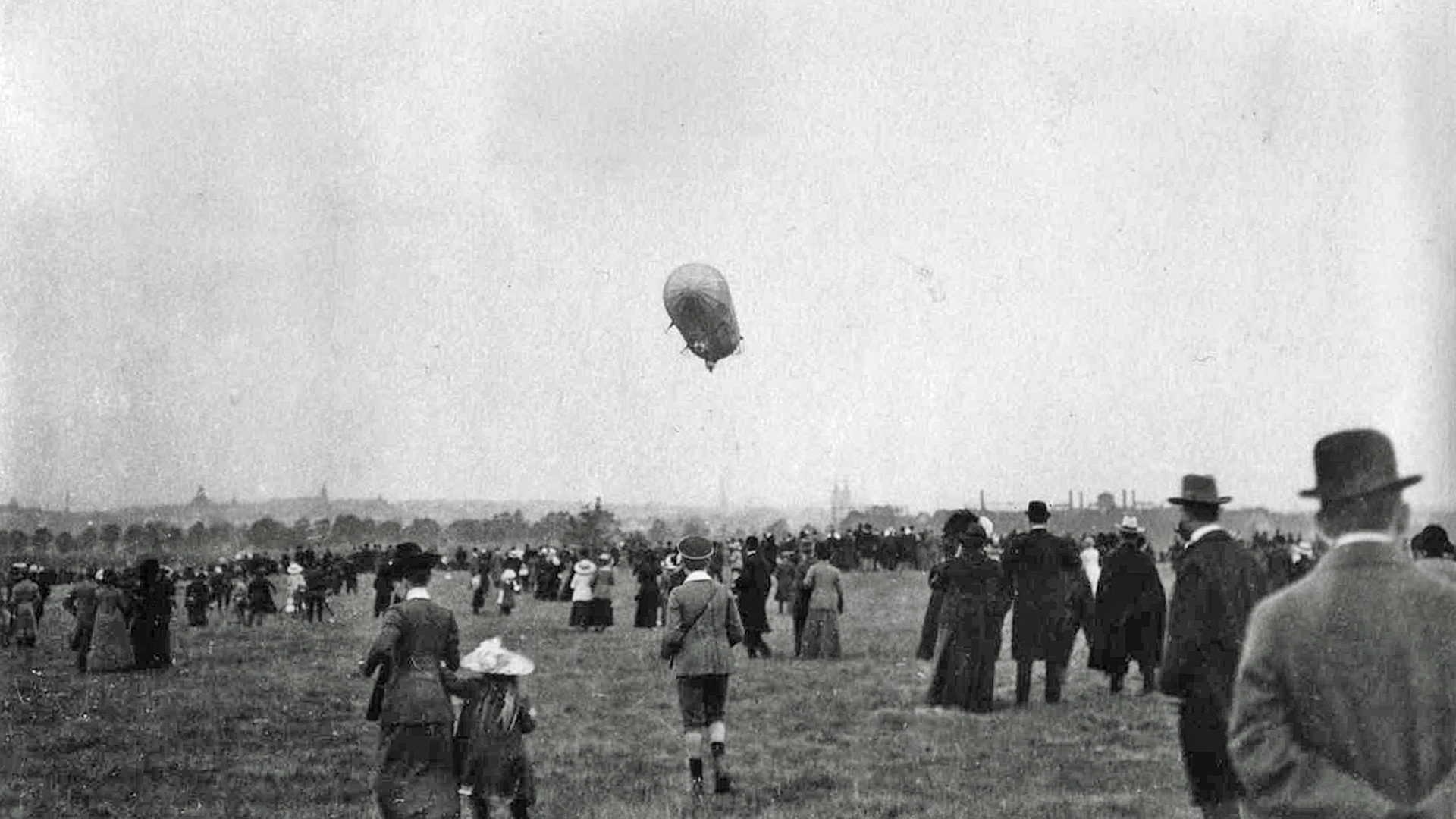
LZ 11 über Kassel (1912)

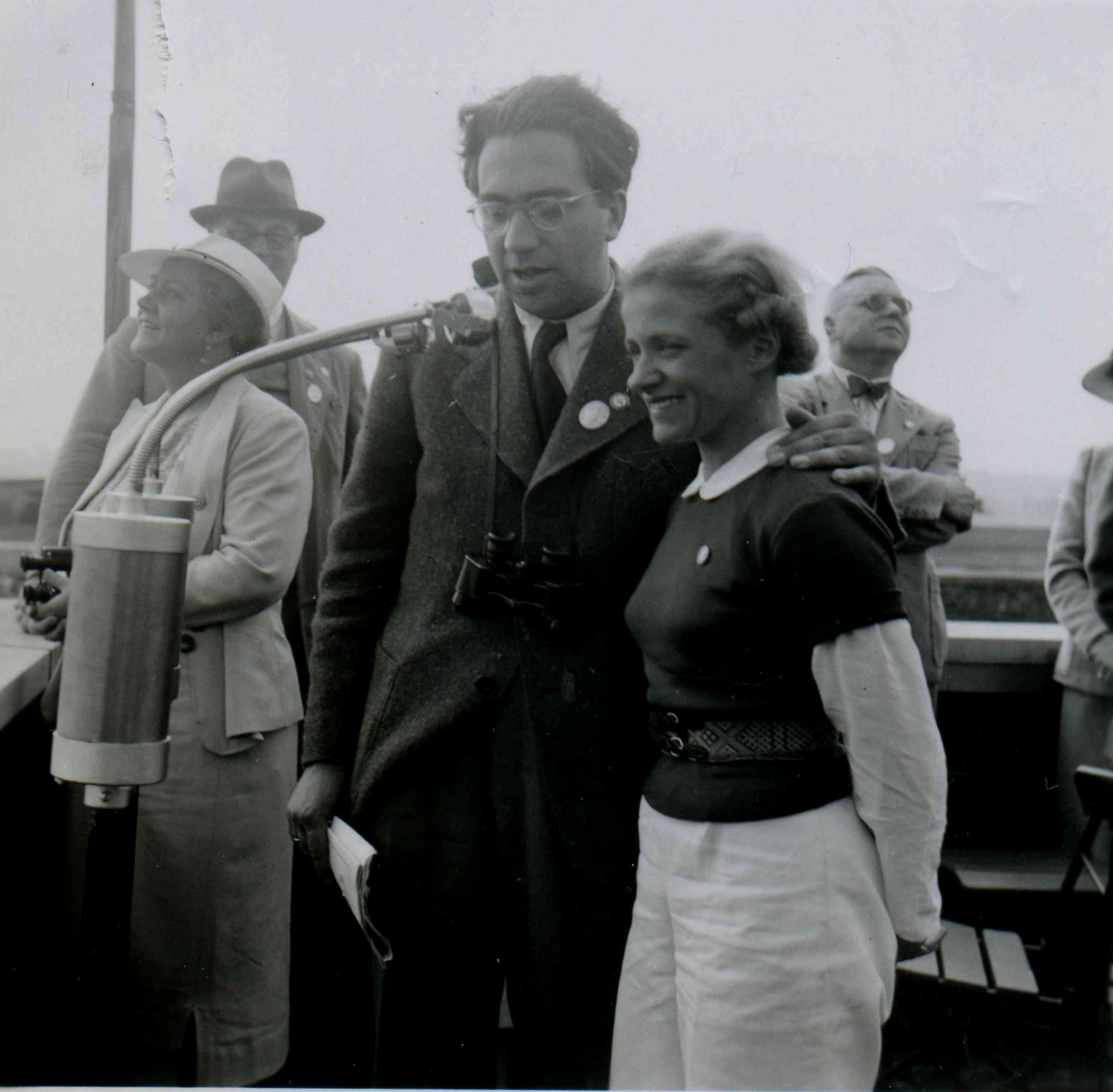
Moderator Erich Bachem und Fliegerin Hanna Reitsch beim Waldauer Großflugtag vom 17. Juli 1938

Der Flugplatz Kassel-Waldau war ein von 1924 bis 1970 existierender Flugplatz im Kasseler Stadtteil Waldau – vier Kilometer südlich des Stadtzentrums (Hessen, Deutschland).
Der Flugbetrieb wurde mit Eröffnung des Verkehrslandeplatzes Kassel-Calden eingestellt (1970); aus diesem ging bis 2013 als Regionalflughafen der Flughafen Kassel-Calden hervor, der seit 2015 die Eigenbezeichnung Kassel Airport trägt. Auf dem Gelände des ehemaligen Waldauer Flugplatzes liegt der Industriepark Kassel-Waldau.

## Geschichte
Das Gelände des ehemaligen Truppenübungs- und Exerzierplatzes in Waldau, das damals auf dem Gebiet der Gemeinde Lohfelden lag, wurde zu Beginn der 1920er Jahre als Flugfeld genutzt. Die ersten Flugplatzgebäude wurden 1924 errichtet und am 24. August 1924 wurde der Flugplatz Kassel-Waldau offiziell eröffnet. Er wurde auf Kosten der Stadt unterhalten.
Das Werk Kassel der Dietrich-Gobiet Flugzeugbau AG (DGF) produzierte 1923/24 das erfolgreiche Sportflugzeug Dietrich DP IIa, so dass Antonius Raab als Chefpilot nach Kassel geholt wurde. Raab seinerseits gründete 1925 mit Kurt Katzenstein wegen Unstimmigkeiten mit Richard Dietrich in Kassel die Raab-Katzenstein-Flugzeugwerke GmbH (RaKa), die den Flugplatz als Werksflugplatz und als Basis für eine Werksfliegerschule nutzte.
Bereits im Jahr 1925 wurde Cassel im Streckennetz der Junkers Luftverkehr AG aufgeführt. Auch die 1926 gegründete Lufthansa band Waldau in ihren Linienflugverkehr ein. Mit Prag und Amsterdam gab es in dieser Zeit sogar internationale Verbindungen. Der Linienflugverkehr der Lufthansa wurde direkt subventioniert. Im Frühjahr 1926 kam Gerhard Fieseler aus Eschweiler zunächst als Fluglehrer zu RaKa nach Waldau. Er nutzte den Flugplatz ab 1927 als Basis für seine Kunstflugkarriere und später für seine Flugzeugwerke.
Im Frühjahr 1927 entwickelte RaKa den Segelflugschlepp auf dem Flugplatz Kassel-Waldau, der dann anlässlich des „Großflugtags“ am 18. April 1927 in Kassel-Waldau von Fieseler und Katzenstein erstmals vor Publikum vorgeführt wurde.
In der Wirtschaftskrise 1930 gingen der Stadt die Mittel für den Flughafen aus und der Linienverkehr wurde eingestellt. Der Platz ging an den Niederhessischen Verein für Luftfahrt und wurde für die allgemeine Luftfahrt offen gehalten. Unter anderem war ein Besuch des Luftschiffes LZ 127 Graf Zeppelin am 3. September 1930 eine Attraktion, die über 100.000 Schaulustige anzog.
Ab 1930 wurde der Flugplatz für Flugtagveranstaltungen und als Werksflugplatz vom Fieseler Flugzeugbau genutzt. Das so genannte Fieseler Werk III stand direkt am Flugplatz, ein weiteres Werk befand sich rund zwei Kilometer östlich des Platzes. Unter anderen wurden die Erstflüge der Fieseler Fi 98, des Fieseler Storchs und seines Nachfolgemodells Fieseler Fi 256 auf dem Platz durchgeführt. Im Verlauf des Zweiten Weltkrieges wurde die Start- und Landebahn als 800 m lange Betonpiste ausgeführt.

### Nach Kriegsende
Am 4. April 1945 wurde der durch Bombenangriffe beschädigte Flugplatz von den US-Streitkräften erobert und ab 5. April als Advanced Landing Ground ALG Y-96 Kassel-Waldau geführt. Nach Reparaturarbeiten durch US-Pioniereinheiten war er vom 17. bis 29. April Operationsbasis für die P-47 Thunderbolts der 48th Fighter Group. Danach wurde der Platz als Versorgungs- und Evakuierungsflugplatz und Technical Air Depot (TAD) der 10. Air Depot Group genutzt. Bis zum 29. April 1955 blieb der Platz daher für den zivilen Flugverkehr geschlossen.
Danach war das allgemeine Interesse, den Flugplatz auszubauen, gering, zumal Kassel über Eisen- und Autobahnen verkehrstechnisch gut angeschlossen war. Man fürchtete zudem, dass ein Ausbau dem Image der Stadt als Kulturstadt schaden könne. In den frühen 1960er Jahren wurde klar, dass ein Flugplatz-Ausbau am Standort Waldau mit der vorgesehenen Stadtentwicklung nicht vereinbar war. Auf Drängen der Kasseler Industrie und des Oberbürgermeisters Lauritz Lauritzen wurde nach Jahren der Vernachlässigung des Luftverkehrs am 11. Juli 1970 der neue Flughafen Kassel-Calden in Betrieb genommen.
Der Flugplatz Kassel-Waldau wurde geschlossen und zum Industriegebiet umgewidmet, die Landebahn wurde ab 1985 zurückgebaut. Die Falderbaumstraße, Gobietstraße, Antonius-Raab-Straße im Industriegebiet erinnern an die frühere Nutzung des Geländes als Flugplatz. Das nach Ernst Udet benannte Administrationsgebäude des Flugplatzes hat im Namen der Bushaltestelle Udet-Haus bis heute überlebt. 

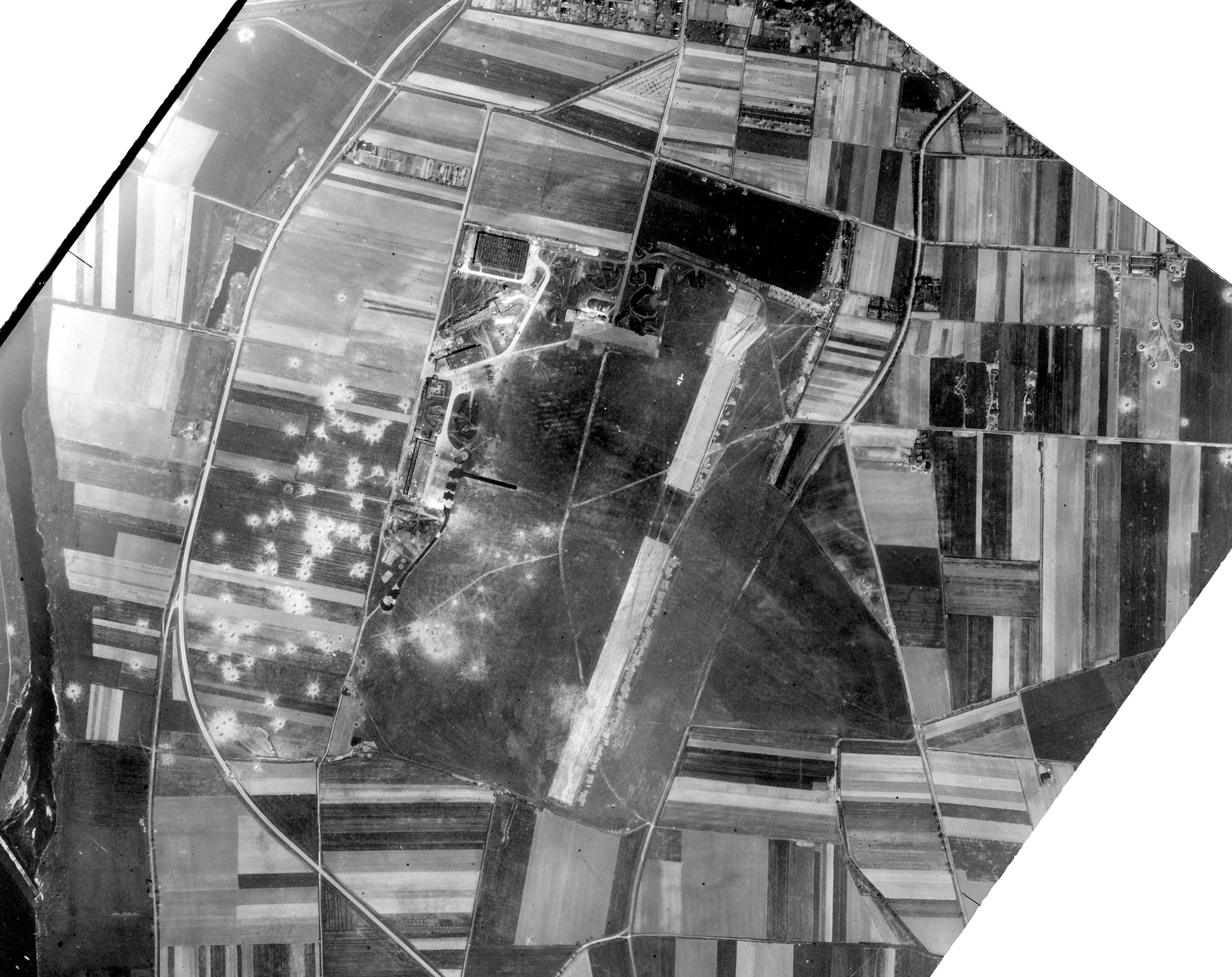
Flugplatz Kassel-Waldau, Deutschland (US Photographic Reconnaissance Group 1944)
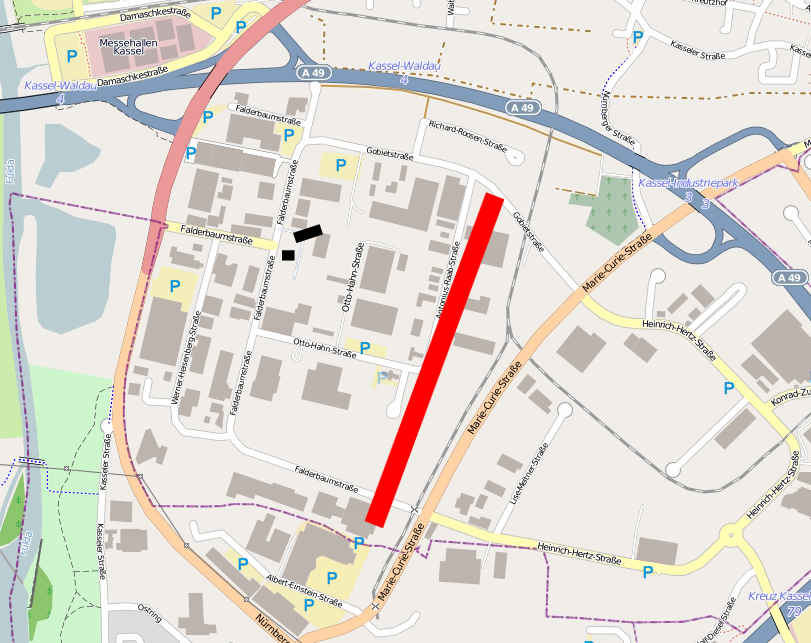
Administrationsgebäude und Hangar (beide schwarz) und Startbahn (rot) des ehemaligen Flugplatzes Kassel-Waldau im heutigen Industriepark Waldau
Streckennetz der Junkers Luftverkehr AG vom 20. April 1925